# Roy Cooper
Roy Asberry Cooper III (Nashville, 13 de junio de 1957) es un político y abogado estadounidense que se desempeñó como el 75.° gobernador de Carolina del Norte desde el 1 de enero de 2017 hasta el 1 de enero de 2025. Es miembro del Partido Demócrata.
Derrotó por poco al titular republicano Pat McCrory para el cargo de gobernador en las elecciones de 2016. El 5 de diciembre, McCrory concedió las elecciones, convirtiendo a Cooper en el primer retador desde 1850 en derrotar a un gobernador en ejercicio en Carolina del Norte.

## Primeros años y educación
Roy Asberry Cooper III nació el 13 de junio de 1957 en Nashville, Carolina del Norte de sus padres Beverly Batchelor y Roy Asberry Cooper II. Su madre era una maestra y su padre era un abogado. Asistió a una escuela pública y trabajó para la granja de tabaco familiar durante los veranos. Egresó de Northern Nash Senior High School en 1975. Recibió una beca de la Universidad de Carolina del Norte en Chapel Hill para completar sus estudios de pregrado. Fue elegido como el presidente de la sección de las Demócratas Jóvenes en la universidad. También, obtuvo una licenciatura en derecho de la Universidad de Carolina del Norte en 1982.

## Legislatura del estado
Después de ejercer la abogacía con el estudio jurídico de sus padres, Cooper fue elegido para la Cámara de Representantes de Carolina del Norte en 1986. Fue nombrado al Senado de Carolina del Norte en 1991 para reemplazar un escaño vacante. En 1997 fue elegido para el líder mayoritario del Partido Demócrata en el senado del estado.

## Fiscal general de Carolina del Norte

### Elecciones
Cooper fue elegido fiscal general de Carolina del Norte en noviembre de 2000 y asumió su cargo el 6 de enero de 2001. Fue elegido nuevamente en 2004. Cooper fue mencionado como un posible candidato demócrata por el cargo de gobernador en 2008. Sin embargo, él decidió postularse para el cargo de fiscal general otra vez. Fue reelegido, obteniendo más votos que cualquier otro candidato.
Demócratas estatales y nacionales intentaron reclutarle para postularse contra el senador republicano Richard Burr en 2011. A pesar de esto, Cooper declinó. En 2012, después del anuncio de la jubilación de la gobernadora, Bev Perdue, varios políticos le sugirieron postularse para el cargo de gobernador, pero declinó. Su consultor político anunció en 2011 que Cooper buscaría un cuarto mandato. No tuvo oposición en las primarias ni las elecciones generales. Él ganó 2,828,941 votos en las elecciones generales de 2012.

### Ejercicio
En enero de 2007, cuando el Fiscal de Distrito de Durham Mike Nifong pidió ser recusado de lidiando con el caso de violación involucrando al equipo de lacrosse de la Universidad de Duke, el cargo de Roy Cooper asumió la responsabilidad para el caso. El 11 de abril de 2007, Cooper desestimó el caso contra los jugadores de lacrosse, llamándoles «inocentes»  y los víctimas de un «trágica prisa por acusar».
Cooper argumentó su primer caso en la Corte Suprema de Estados Unidos en 2011 (J.D.B. v North Carolina). Este caso fue sobre los derechos de Miranda en jóvenes. La Corte falló 5-4 contra Carolina del Norte.